# Mark Kirk

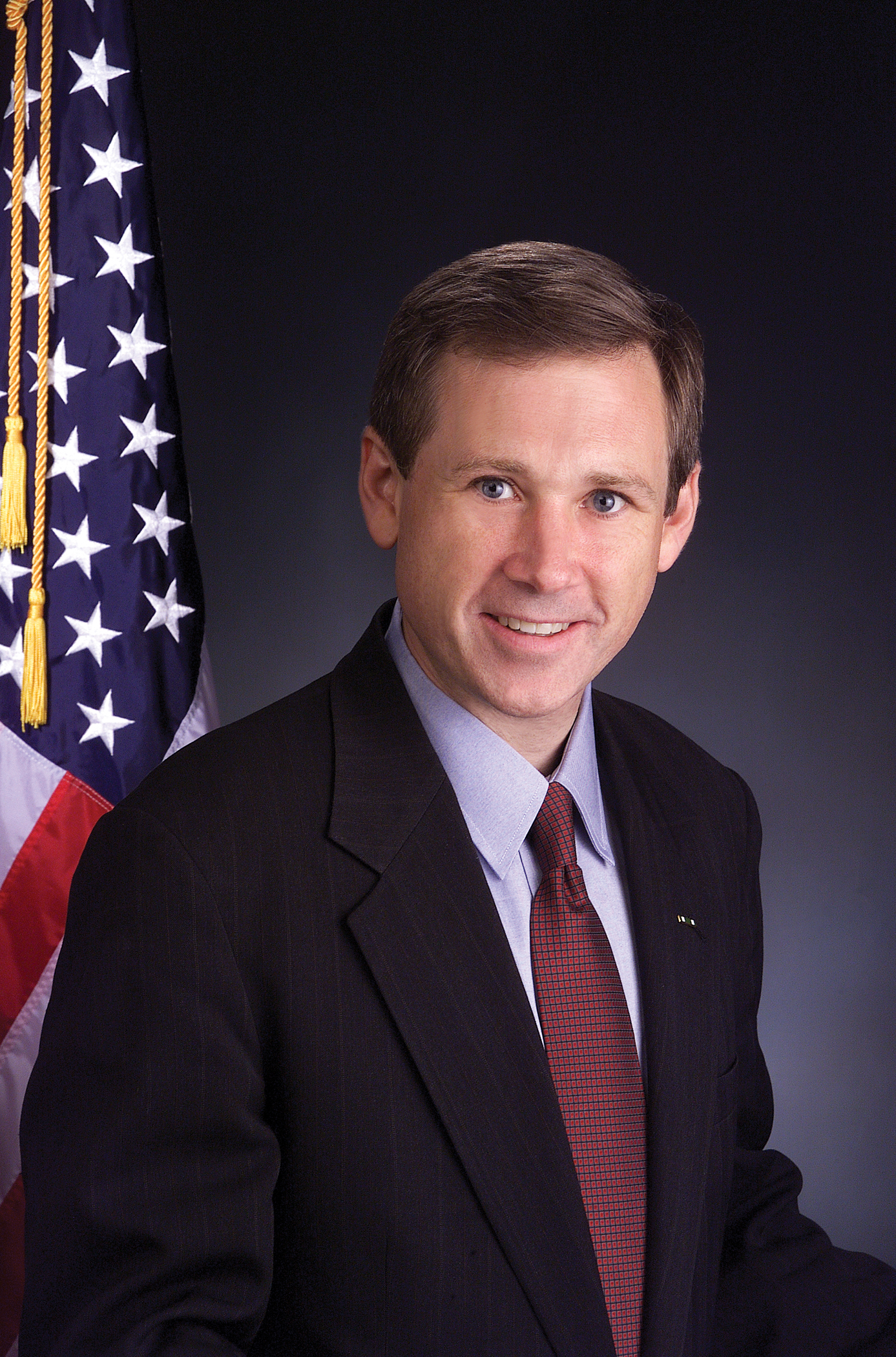
Mark Kirk

Mark Steven Kirk, född 15 september 1959 i Champaign, Illinois, är en amerikansk republikansk politiker. Den 2 november 2010 valdes han in i USA:s senat och svors in den 29 november som senator. Kirk förlorade sitt omval år 2016 och efterträddes av Tammy Duckworth. Han representerade delstaten Illinois 10:e distrikt i USA:s representanthus 2001–2010.
Kirk avlade 1981 kandidatexamen vid Cornell University och 1982 master-examen vid London School of Economics. Han avlade sedan 1992 juristexamen vid Georgetown University och arbetade 1993–1994 som advokat på advokatbyrån Baker & McKenzie. Han har tjänstgjort som underrättelseofficer i den amerikanska flottans reserv. Han har även tjänstgjort militärt i Afghanistan.
Kirk besegrade demokraten Lauren Beth Gash i kongressvalet 2000 med 51% av rösterna mot 49% för Gash. Han omvaldes fyra gånger. I senatsvalet 2010 besegrade han demokraten och bankmannen Alexi Giannoulias med 48,2 procent mot motståndarens 46,3.